# Provincia di Ñuflo de Chávez
La provincia di Ñuflo de Chávez è una delle 15 province del dipartimento di Santa Cruz nella Bolivia orientale. Prende il nome dal conquistador omonimo Ñuflo de Chaves (1518-1568). Il capoluogo è la città di Concepción.
Al censimento del 2001 possedeva una popolazione di 93.997 abitanti.

## Geografia antropica

### Suddivisioni amministrative
La provincia è suddivisa in 6 comuni:
- Concepción
- Cuatro Cañadas
- San Antonio de Lomerío
- San Javier
- San Julián
- San Ramón